# Bartolomé Tellarini
Bartolo Marcelino Tellarini (Ciudad de Buenos Aires, 18 de junio de 1854 - Bahía Blanca, 8 de julio de 1926), más conocido como Bartolomé Tellarini, fue un comerciante y político que participó activamente en los inicios y crecimiento de la ciudad de Bahía Blanca. 
Se dedicó principalmente al comercio de lanas y otros productos bajo su firma Bartolomé Tellarini e hijos, fundada en 1886, siendo una de las firmas más antiguas e históricas de Bahía Blanca. Para su negocio mandó construir la barraca El Mirador. En el ámbito político, fue concejal municipal en varias ocasiones.

## Biografía
Bartolomé Tellarini nació en Ciudad de Buenos Aires, Argentina, el 18 de junio de 1854. Sus padres fueron Francisco Tellarini y Magdalena Bianchi, inmigrantes italianos de Génova.
Comenzó a trabajar a los 16 años y fue tomando contacto con el negocio de las lanas. En 1880 se casó con Paula Arias en Buenos Aires.
En 1884 se trasladó a Bahía Blanca como comprador de la firma de D. Fuhrmann y Compañía.
Dos años más tarde, en 1886, fundó su empresa Bartolomé Tellarini e hijos, y abrió su propia barraca de lanas, cueros, frutos y cereales, ubicada en la avenida Parchappe, y popularmente conocida como la barraca de El Mirador. Se la conocía por este nombre porque el edificio tenía una torre-mirador desde donde se podía observar la ciudad. Hasta la barraca llegaba un desvío del ferrocarril para permitir el traslado de mercaderías.
Desde 1908, Tellarini integró a sus tres hijos Bartolomé, Pedro y Enrique Tellarini como socios en el negocio. En la temporada de 1909 el negocio tubo una gran mejora de ventas, vendiendo 13.100 pacas de lana (450kg por paca) en dicho año. 
Pudiendo relevar parte del trabajo a sus hijos, Tellarini pasó a dedicar más tiempo a extender sus negocios de estancias. Adquirió una propiedad de 3.600 hectáreas de alfalfa en el partido de Villarino, y otra de 16.250 hectáreas en Río Negro dedicada a la ganadería y agricultura. Instaló granjas, viveros forestales, criaderos de aves, viñedos, etc.
Además del comercio, Tellarini tomó parte activa en el ámbito público. En el campo de la política, se desempeñó como concejal municipal en varias ocasiones, afiliado al radicalismo, en el partido Unión Cívica Radical.
En 1893 fue el primer Intendente provisional de Bahía Blanca. Había sido designado por el grupo revolucionario que respondía a Hipólito Yrigoyen y que había provocado la caída del gobernador Julio A. Costa. 
Fue uno de los fundadores en 1894 de la Sociedad Rural de Bahía Blanca, en la que fue presidente desde su fundación hasta 1913. Con esta sociedad comenzó en 1906 la venta de tierras que dieron lugar al nacimiento del popular barrio de Villa Mitre, en alusión a Bartolomé Mitre de quien era gran admirador. 
Además, fue miembro del directorio local del Banco de la Provincia de Buenos Aires.
En 1913, como concejal, presentó una ordenanza para reglamentar la tarifa de los viajes de los cocheros. A pesar de la protesta de los aurigas quienes dejaron sin servicio a la ciudad los domingos, paulatinamente fueron dejando la actitud de protesta y en febrero de ese mismo año, los aurigas ataron más de 50 coches a la espera del código 13 para los 55 mil habitantes de la ciudad. 
En junio de 1915 participó junto a otros amigos en la construcción de un biplano Farman propiedad de Victorio Deluchi, al cual dotaron de un motor Gnome 50 HP.
Falleció el 8 de julio de 1926 en Bahía Blanca, Argentina. En la necrópolis, sus restos fueron colocados en la bóveda de las familias Iraldi y Casanova. La barraca del Mirador sigue en pie, hoy desafectada de todo uso. 